# Ston
Pour les articles homonymes, voir Ston (homonymie).
Ston est un village et une municipalité située au sud de l'isthme de la péninsule de Peljesac (Sabioncello), dans le comitat de Dubrovnik-Neretva, en Croatie. Au recensement de 2001, la municipalité comptait 2 605 habitants, dont 98,66 % de Croates et le village seul comptait 528 habitants.

## Histoire

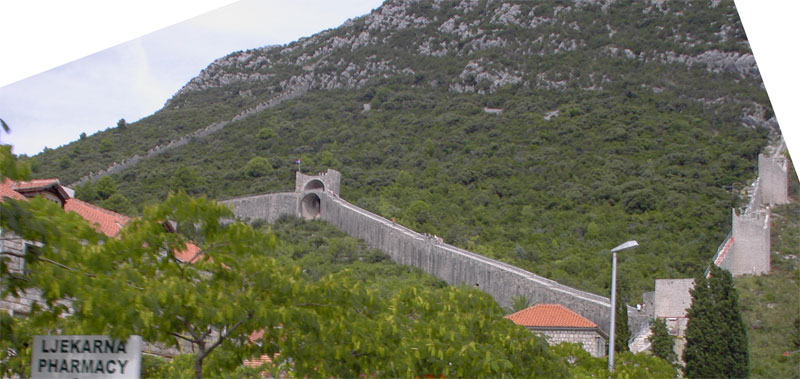
Fortifications à Ston

Ston était un fort militaire de la république de Raguse dont les remparts étaient un exploit notable de l'architecture médiévale : il y a un mur autour de la ville, long de 890 mètres, et un double Grand Mur de 5 kilomètres à l'extérieur de la ville qui ferme l'isthme de Peljesac. Construit en 1358 sous l'impulsion vénitienne, il mesure à cette époque 7 km de long. A ce jour, la muraille demeure la plus longue d'Europe en état complet,, voire la deuxième du monde derrière la Grande Muraille de Chine.
Les murs s'étendaient jusqu'à Mali Ston (« le petit Ston »), une ville plus petite sur le côté nord de l'isthme de Peljesac et la fin du Golfe de Mali Ston (Malostonski zaljev), réputée pour sa culture de fruits de mer. Mali Ston possède également une forteresse sur les hauteurs et une ancienne capitainerie près du vieux port.
Ston est aussi bien connu pour son sel, récolté dans des salines, qui fut hautement convoité par la République de Raguse et l'Empire ottoman.

## Économie
La Baie de Mali Ston est connue pour ses huîtres, en 2003, 700 000 y étaient produites.

## Localités
La municipalité de Ston compte 18 localités :
| - Boljenovići - Brijesta - Broce - Česvinica - Dančanje - Duba Stonska - Dubrava - Hodilje - Luka | - Mali Ston - Metohija - Putniković - Sparagovići - Ston - Tomislavovac - Zabrđe - Zaton Doli - Žuljana |